# Újpécs község
Újpécs község (románul: Comuna Peciu Nou) község Temes megyében, Romániában. Központja Újpécs, beosztott falvai Szerbszentmárton, Torontáldinnyés.

## Népessége
A 2011-es népszámlálás adatai alapján a község népessége 4982 fő volt.